# César Augusto Aguilar Puntriano
Pour les articles homonymes, voir Aguilar.
César Augusto Aguilar Puntriano est un herpétologiste péruvien né en 1971.
Il travaille au Departamento de Herpetología du Museo de Historia Natural de l'Université nationale majeure de San Marcos à Lima.

## Quelques taxons décrits
- Epictia alfredschmidti Lehr, Wallach, Köhler & Aguilar, 2002
- Gastrotheca stictopleura Duellman, Lehr & Aguilar, 2001
- Noblella duellmani (Lehr, Aguilar & Lundberg, 2004)
- Nymphargus mixomaculatus (Guayasamin, Lehr, Rodríguez & Aguilar, 2006)
- Phrynopus barthlenae Lehr & Aguilar, 2002
- Phrynopus bufoides Lehr, Lundberg & Aguilar, 2005
- Phrynopus dagmarae Lehr, Aguilar & Köhler, 2002
- Phrynopus kauneorum Lehr, Aguilar & Köhler, 2002
- Phrynopus paucari Lehr, Lundberg & Aguilar, 2005
- Phrynopus pesantesi Lehr, Lundberg & Aguilar, 2005
- Phrynopus tautzorum Lehr & Aguilar, 2003
- Pristimantis aquilonaris Lehr, Aguilar, Siu-Ting & Jordán, 2007
- Pristimantis bellator Lehr, Aguilar, Siu-Ting & Jordán, 2007
- Pristimantis caeruleonotus Lehr, Aguilar, Siu-Ting & Jordán, 2007
- Pristimantis cruciocularis (Lehr, Lundberg, Aguilar & von May, 2006)
- Pristimantis flavobracatus (Lehr, Lundberg, Aguilar & von May, 2006)
- Pristimantis ornatus (Lehr, Lundberg, Aguilar & von May, 2006)
- Pristimantis pardalinus (Lehr, Lundberg, Aguilar & von May, 2006)
- Pristimantis sagittulus (Lehr, Aguilar & Duellman, 2004)
- Rhinella chavin (Lehr, Köhler, Aguilar & Ponce, 2001)

Aguilar est l’abréviation habituelle de César Augusto Aguilar Puntriano en zoologie.

Consulter la liste des abréviations d'auteur en zoologie ou la liste des taxons zoologiques assignés à cet auteur par ZooBank